# Sistema de conducció elèctrica del cor

Sistema de conducció del cor (aïllat)

Conducció dels impulsos elèctrics i correspondència amb l'ECG

El sistema de conducció elèctrica del cor permet que l'impuls elèctric que es genera en el node sinusal del cor es propagui i estimuli el miocardi (múscul cardíac), causant-ne contracció. Consisteix en l'estimulació coordinada del miocardi que permet la contracció eficaç del cor, i que així la sang sigui bombada per tot el cos. L'impuls del node sinusal passa al node auriculoventricular i es distribueix als ventricles passant al feix de His, les branques del feix i a través de les fibres de Purkinje a les parets dels ventricles.
El sistema de conducció consisteix en cèl·lules musculars del cor especialitzades, situades dins del miocardi. L'activitat elèctrica es pot veure en un electrocardiograma (ECG). La disfunció del sistema de conducció pot causar ritmes cardíacs irregulars, inclosos els ritmes que són massa ràpids o massa lents.